# Раздольный (Каневский район)
Раздо́льный — хутор в Каневском районе Краснодарского края.
Входит в состав Новодеревянковского сельского поселения.

## Население
| 2002 | 2010 |
| ---- | ---- |
| 232  | ↘187 |

## Улицы
На хуторе имеется одна улица: Светлая.